# Wahid Faghir
Wahidullah Faghir, detto Wahid (Vejle, 29 luglio 2003), è un calciatore danese di origini afghane, attaccante dello Vejle.

## Caratteristiche tecniche
Considerato come uno dei prospetti più interessanti al mondo, Faghir è un attaccante che solitamente ricopre il ruolo di prima punta agile, veloce e rapido nello stretto unisce buone doti da finalizzatore a una grande intelligenza tattica. Data la sua grande sicurezza mentre gioca e le sue qualità è stato paragonato a Zlatan Ibrahimović.

## Carriera

### Club
Cresciuto nel settore giovanile del Vejle, debutta in prima squadra il 13 giugno 2020 in occasione dell'incontro di 1. Division vinto 1-0 contro il Kolding IF; realizza la sua prima rete due settimane più tardi nella vittoria per 5-3 contro l'Hvidovre.
Il 31 agosto 2021 viene acquistato dallo Stoccarda.

### Nazionale
Ha giocato nelle nazionali giovanili danesi Under-16, Under-17, Under-18, Under-19 ed Under-20.
Nel 2021 viene convocato dalla nazionale under-21 per il campionato europeo di categoria.

## Statistiche
Statistiche aggiornate al 16 ottobre 2021.

### Presenze e reti nei club
| Stagione        | Squadra         | Campionato      | Campionato | Campionato | Coppe nazionali | Coppe nazionali | Coppe nazionali | Coppe continentali | Coppe continentali | Coppe continentali | Altre coppe | Altre coppe | Altre coppe | Totale | Totale | Totale |
| Stagione        | Squadra         | Comp            | Pres       | Reti       | Comp            | Pres            | Reti            | Comp               | Pres               | Reti               | Comp        | Pres        | Reti        | Pres   | Reti   |        |
| --------------- | --------------- | --------------- | ---------- | ---------- | --------------- | --------------- | --------------- | ------------------ | ------------------ | ------------------ | ----------- | ----------- | ----------- | ------ | ------ | ------ |
| 2019-2020       | Vejle           | 1D              | 10         | 3          | CD              | 0               | 0               | -                  | -                  | -                  | -           | -           | -           | 10     | 3      |        |
| 2020-2021       | Vejle           | SL              | 26         | 6          | CD              | 3               | 0               | -                  | -                  | -                  | -           | -           | -           | 29     | 6      |        |
| 2021-2022       | Vejle           | SL              | 7          | 2          | CD              | 0               | 0               | -                  | -                  | -                  | -           | -           | -           | 7      | 2      |        |
| 2021-2022       | Stoccarda       | BL              | 6          | 1          | CG              | 1               | 0               | -                  | -                  | -                  | -           | -           | -           | 7      | 1      |        |
| 2022-2023       | Nordsjaelland   | SL              | 16         | 4          | CD              | 3               | 1               | -                  | -                  | -                  | -           | -           | -           | 19     | 5      |        |
| 2023-2024       | Elversberg      | ZL              | 7          | 3          | CG              | 1               | 0               | -                  | -                  | -                  | -           | -           | -           | 8      | 3      |        |
| Totale carriera | Totale carriera | Totale carriera | 72         | 19         |                 | 8               | 1               |                    | -                  | -                  |             | -           | -           | 80     | 20     |        |

## Palmarès

### Competizioni nazionali
- Coppa di Germania: 1

Stoccarda: 2024-2025